# Niebla a distancia

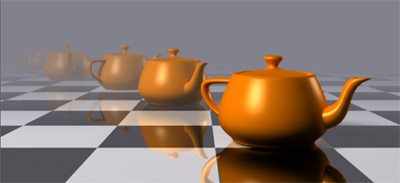
Ejemplo de niebla a distancia

La niebla a distancia es una técnica utilizada en los gráficos por computadora en 3D para mejorar la percepción de la distancia al sombrear los objetos distantes de manera diferente.
Debido a que muchas de las formas en entornos gráficos son relativamente simples y las sombras complejas son difíciles de representar, muchos motores gráficos emplean un gradiente de "niebla" para que los objetos más alejados de la cámara se oscurezcan progresivamente por la neblina y la perspectiva aérea. Esta técnica simula el efecto de la dispersión de la luz, que hace que los objetos más distantes parezcan de menor contraste, especialmente en ambientes al aire libre.
La visibilidad en una neblina natural disminuye exponencialmente, no linealmente, con la distancia debido a la dispersión. El color de la luz que se dispersa en la trayectoria de visualización afecta el color de la neblina; azul bajo cielos azules, rojizo cerca de la puesta del sol, como con alpenglow. Estos detalles más sutiles están representados en algunos gráficos.
"Fogging" es otro término para describir la niebla a distancia en los juegos de mediados a finales de la década de 1990, cuando la potencia de procesamiento no era suficiente para representar distancias de visualización lejanas y se empleaba el recorte. El recorte podría distraer mucho, ya que fragmentos de polígonos parpadearían dentro y fuera de la vista al instante, y al aplicar una niebla de distancia media, los polígonos recortados aparecerían a una distancia lo suficientemente lejana como para quedar oscurecidos por la niebla, desvaneciéndose. mientras el jugador se acercaba. 
- Perspectiva aérea
- Gráficos de computadora
- Realidad virtual